# Mary Tamm
Mary Tamm, född 22 mars 1950 i Bradford, West Yorkshire, död 26 juli 2012 i London var en brittisk skådespelerska.

## Rollista i urval
- 1973 – Coronation Street (TV-serie)
- 1973 – Satans utsända
- 1973 – Täcknamn Odessa
- 1978 – Helgonet återvänder (TV-serie)
- 1978–1979 – Doctor Who (TV-serie)
- 1981 – Ett gott skratt... (TV-serie)
- 1981 – Inte Aktuellt (TV-serie)
- 1984 – Bergerac (TV-serie)
- 2001 – Jonathan Creek (TV-serie)
- 2008 – Mord i sinnet (TV-serie)
- 2009 – Eastenders (TV-serie)